# Olympische Sommerspiele 1948/Teilnehmer (Luxemburg)
| Gelbes Symbol für Goldmedaillen mit stilisierten Olympischen Ringen | Graues Symbol für Silbermedaillen mit stilisierten Olympischen Ringen | Braundes Symbol für Bronzemedaillen mit stilisierten Olympischen Ringen |
| ------------------------------------------------------------------- | --------------------------------------------------------------------- | ----------------------------------------------------------------------- |
| —                                                                   | —                                                                     | —                                                                       |

Luxemburg nahm an den Olympischen Sommerspielen 1948 in London, Vereinigtes Königreich, mit einer Delegation von 45 Sportlern (42 Männer und 3 Frauen) teil.

## Teilnehmer nach Sportarten

### Boxen
- Roger Behm
Bantamgewicht (bis 54 Kilogramm): 17. Platz

- Franz Ehringer
Leichtgewicht (bis 62 Kilogramm): 17. Platz

- Léon Roller
Weltergewicht (bis 67 Kilogramm): 9. Platz

- Jean Welter, Jr.
Mittelgewicht (bis 73 Kilogramm): 9. Platz

### Fechten
- Paul Anen
Degen, Einzel: Viertelfinale
Degen, Mannschaft: 5. Platz

- Léon Buck
Florett, Einzel: Vorrunde

- Émile Gretsch
Florett, Einzel: Vorrunde
Degen, Einzel: 8. Platz
Degen, Mannschaft: 5. Platz

- Gustav Lamesch
Florett, Einzel: Vorrunde
Degen, Mannschaft: 5. Platz

- Jean-Fernand Leischen
Degen, Einzel: Vorrunde
Degen, Mannschaft: 5. Platz

- Erny Putz
Degen, Mannschaft: 5. Platz

### Fußball
- Herrenteam
9. Platz

- Kader
Jean Feller
Victor Feller
Jules Gales
Nicolas Kettel
Lucien Konter
Jean-Pierre Kremer
Nicolas May
Bernard Michaux
Marcel Paulus
Nicolas Pauly
Fernand Schammel
Raymond Wagner

### Kanu
- René Fonck
Zweier-Kajak 1000 Meter: Vorläufe
Zweier-Kajak 10.000 Meter: 15. Platz

- Marcel Lentz
Einer-Kajak 1000 Meter: Vorläufe
Einer-Kajak 10.000 Meter: 13. Platz

- Jean Nickels
Zweier-Kajak 1000 Meter: Vorläufe
Zweier-Kajak 10.000 Meter: 15. Platz

### Leichtathletik
- Josy Barthel
800 Meter: Halbfinale
1500 Meter: 10. Platz

- Paul Frieden
3000 Meter Hindernis: Vorläufe

- René Kremer
Zehnkampf: DNF

- Catherine Bourkel
Frauen, Hochsprung: 14. Platz

- Mathilde Decker
Frauen, 100 Meter Hindernis: Vorläufe
Frauen, 200 Meter: Vorläufe

- Milena Ludwig
Frauen, Weitsprung: 25. Platz in der Qualifikation

### Radsport
- Robert Bintz
Straßenrennen: DNF
Mannschaftsfahren: DNF

- Marcel Ernzer
Straßenrennen: DNF
Mannschaftsfahren: DNF

- Henri Kellen
Straßenrennen: DNF
Mannschaftsfahren: DNF

- Pitty Scheer
Straßenrennen: DNF
Mannschaftsfahren: DNF

### Ringen
- Nicolas Felgen 
Griechisch-römischer Stil, Weltergewicht (bis 73 Kilogramm): ??

- Raymond Strasser
Griechisch-römischer Stil, Federgewicht (bis 62 Kilogramm): ??

### Turnen
- Jos Bernard
Einzelmehrkampf: 91. Platz
Mannschaftsmehrkampf: 11. Platz
Barren: 103. Platz
Boden: 88. Platz
Pferdsprung: 94. Platz
Reck: 73. Platz
Ringe: 78. Platz
Seitpferd: 104. Platz

- Joseph Krecke
Einzelmehrkampf: 84. Platz
Mannschaftsmehrkampf: 11. Platz
Barren: 94. Platz
Boden: 78. Platz
Pferdsprung: 66. Platz
Reck: 91. Platz
Ringe: 88. Platz
Seitpferd: 90. Platz

- Jean Kugeler
Einzelmehrkampf: 42. Platz
Mannschaftsmehrkampf: 11. Platz
Barren: 53. Platz
Boden: 38. Platz
Pferdsprung: 36. Platz
Reck: 56. Platz
Ringe: 17. Platz
Seitpferd: 56. Platz

- Pierre Schmitz
Einzelmehrkampf: 90. Platz
Mannschaftsmehrkampf: 11. Platz
Barren: 101. Platz
Boden: 102. Platz
Pferdsprung: 60. Platz
Reck: 79. Platz
Ringe: 76. Platz
Seitpferd: 99. Platz

- René Schroeder
Einzelmehrkampf: 80. Platz
Mannschaftsmehrkampf: 11. Platz
Barren: 91. Platz
Boden: 46. Platz
Pferdsprung: 68. Platz
Reck: 82. Platz
Ringe: 44. Platz
Seitpferd: 100. Platz

- Josy Stoffel
Einzelmehrkampf: 64. Platz
Mannschaftsmehrkampf: 11. Platz
Barren: 84. Platz
Boden: 47. Platz
Pferdsprung: 50. Platz
Reck: 76. Platz
Ringe: 40. Platz
Seitpferd: 68. Platz

- Pierre Welfring
Einzelmehrkampf: 77. Platz
Mannschaftsmehrkampf: 11. Platz
Barren: 99. Platz
Boden: 71. Platz
Pferdsprung: 32. Platz
Reck: 61. Platz
Ringe: 81. Platz
Seitpferd: 91. Platz

- Georges Wengler
Einzelmehrkampf: 96. Platz
Mannschaftsmehrkampf: 11. Platz
Barren: 108. Platz
Boden: 98. Platz
Pferdsprung: 92. Platz
Reck: 99. Platz
Ringe: 81. Platz
Seitpferd: 83. Platz